# Beneath the Encasing of Ashes
Beneath the Encasing of Ashes är det amerikanska metalcore-bandet As I Lay Dyings debutalbum. Det släpptes i juni 2001 på Pluto Records Records. Skivan producerades av bandets sångare Tim Lambesis samt gitarrist Evan White.
Skivan återutgavs som en del av samlingsalbumet A Long March: The First Recordings på bandets dåvarande skivbolag Metal Blade Records 2006 och tog sig då in på Billboard-listan på plats 129.

## Låtlista
1. "Beneath the Encasing of Ashes" – 3:03
2. "Torn Within" – 1:46
3. "Forced to Die" – 2:43
4. "A Breath in the Eyes of Eternity" – 2:58
5. "Blood Turned to Tears" – 1:38
6. "The Voices That Betray Me" – 2:58
7. "When This World Fades" – 2:32
8. "A Long March" – 1:56
9. "Surrounded" – 0:50
10. "Refined by Your Embrace" – 1:44
11. "The Innocence Spilled" – 3:36
12. "Behind Me Lies Another Fallen Soldier" - 4:13

## Medverkande
Musiker
- Tim Lambesis – sång
- Evan White – gitarr, basgitarr
- Jordan Mancino – trummor

Bidragande musiker
- Johnny Utah – sång
- Brandon Ratchet – trummor

Produktion
- Tim Lambesis – producent
- Evan White – producent
- Eric Shirey – exekutiv producent
- Brian Cobbel – exekutiv producent
- Jeff Forest – inspelningstekniker
- Nolan Brett – mastering
- Darren Paul – design, layout